# SG Leipzig-Eutritzsch
Die SG Leipzig-Eutritzsch ist eine ehemalige deutsche Sportgemeinschaft, die zwischen 1948 und den 1970er Jahren im Handball und Faustball im DDR-Sport erfolgreich war.

## Ursprung
Die Ursprünge der Sportgemeinschaft führen bis auf den Turnverein Leipzig-Eutritzsch zurück, der 1860 gegründet und 1919 in TSV Leipzig-Eutritzsch umbenannt wurde. In seiner Blütezeit hatte er 1935 1333 Mitglieder und bot zahlreiche Sportarten an. Schon zu dieser Zeit wurden im Verein Handball und Faustball betrieben. Nach dem Ende des 2. Weltkriegs wurde der TSV wie alle Vereine in der Ostzone verboten. Mitglieder der Sportvereine TSV und ATSV Vorwärts gründeten daraufhin die Sportgemeinschaft Leipzig-Eutritzsch.

## Erfolge der Sportgemeinschaft

### Feldhandball
Schon bald nach Kriegsende war die SG Leipzig-Eutritzsch ein Schwerpunkt im Feldhandball sowohl in Leipzig als auch in Sachsen. 1948 wurden die Handballer sächsischer Landesmeister und qualifizierten sich für die erstmals ausgetragene Ostzonen-Meisterschaft. Dort gelangten die Nord-Leipziger bis ins Halbfinale, unterlagen dort aber dem späteren Ostzonenmeister Schuhmetro Weißenfels mit 7:11. Auch 1950 spielte die Eutritzscher SG nach der gewonnenen Landesmeisterschaft nun um die DDR-Meisterschaft im Feldhandball. Diese wurde in Turnierform ausgetragen, und nachdem alle vier Spiele gegen die übrigen Landesmeister gewonnen wurden, konnte sich die SG Leipzig-Eutritzsch mit dem Meistertitel schmücken. Zum Spielerstamm gehörten Groß (Tor) – Dietze, Ernst, Erxleben, Hennig, Hofmann, Huth, Klimmer, Stein, Stichler und Teubner. In der Saison 1950/51 wurde die Feldmeisterschaft in der neu eingeführten Handball-Liga mit 18 Mannschaften in zwei Staffeln ausgetragen. Nach Abschluss der ersten Saisonhälfte wurde die Sektion Handball der SG Leipzig-Eutritzsch von der Betriebssportgemeinschaft Rotation Nord Leipzig übernommen, die am Saisonende mit den Eutritzscher Spielern in ihrer Staffel Vierter wurde.

### Faustball
In den 1960er Jahren nahm die Sektion Faustball eine Spitzenstellung im DDR-Spielbetrieb ein. Der Grundstein wurde bereits Ende der 1950er Jahre gelegt, als die weibliche Jugend 1958 und 1959 DDR-Meister wurde. 1959 nahmen 13 Mannschaften am Faustball-Punktspielbetrieb teil. 1961 wurden die Frauen DDR-Meister im Hallenfaustball, auf dem Feld folgten 1961 und 1962 zwei Vizemeisterschaften sowie 1963 ein dritter Platz. Bis in die 1970er Jahre hinein war die SG Leipzig-Eutritzsch in der Oberliga, der höchsten Spielklasse im DDR-Faustball, vertreten.